# Operación Downfall
La Operación Downfall era el plan conjunto Aliado para la invasión del Imperio del Japón al final de la Segunda Guerra Mundial. Fue programada para que ocurriera en dos partes: Operación Olympic, la invasión de Kyushu, fijada para comenzar en noviembre de 1945; y después la Operación Coronet, la invasión de Honshu cerca de Tokio, programada para la primavera de 1946. Tras las bombas atómicas sobre Hiroshima y Nagasaki Japón se rindió y la operación fue cancelada.
La dura resistencia ofrecida por los japoneses podría incluso haberse traducido en una victoria de estos, la cual podría obligar a los Aliados a negociar favorablemente para Japón la paz.

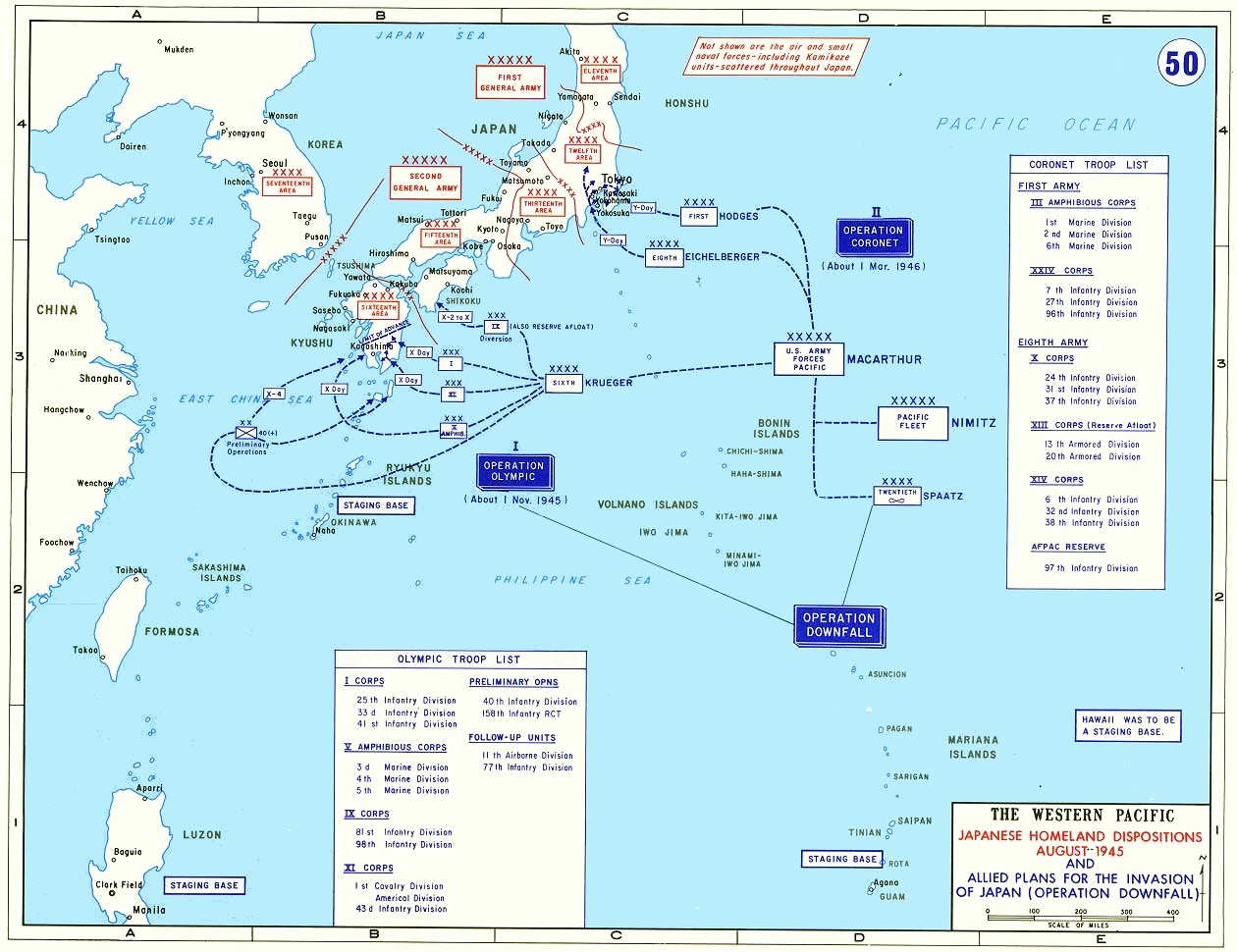
Dos desembarcos estadounidenses estaban ya planificados:
(1) Olympic — la invasión de la isla del sur Kyūshū,
(2) Coronet — la invasión de la principal isla Honshū.

## Planificación
La responsabilidad de planear la operación recayó en los comandantes estadounidenses: el almirante Chester Nimitz, el general Douglas MacArthur y los jefes del Estado Mayor — los almirantes Ernest J. King y William D. Leahy, y los generales George Marshall y Henry H. Arnold — que controlaba la Vigésima Fuerza Aérea, los bombarderos estratégicos. En ese momento, el desarrollo de la bomba atómica fue un secreto muy bien protegido, conocido solamente por unos pocos funcionarios importantes fuera del Proyecto Manhattan, y la planificación para la invasión no tomó su existencia en consideración.
A lo largo de la Guerra del Pacífico, al igual que en el teatro de operaciones europeo, los Aliados eran incapaces de estar de acuerdo con un Comandante en Jefe (C.J.) común en el Pacífico. El comando Aliado estaba dividido en regiones: en 1945, por ejemplo, Chester Nimitz era C.J. en las zonas del Océano Pacífico, en tanto que Douglas MacArthur era el Comandante Supremo Aliado, área Sudoeste del Pacífico. Para una invasión a Japón, un mando unificado fue considerado necesario. La disputa entre ambas ramas sobre quién debía ser —la Armada quería a Nimitz, en tanto que el Ejército quería a MacArthur— era tan seria que amenazaba con echar a perder la planificación. A la larga, la armada concedió en parte y MacArthur estaba para tener el mando total de todas las fuerzas, si las circunstancias lo hicieren necesario.

## Consideraciones
Las consideraciones primarias con las que tenían que tratar los planificadores eran el tiempo y las bajas — ¿Cómo podrían forzar la rendición de Japón tan rápido como fuera posible, con pocas bajas aliadas? — En 1943, los Jefes en Conjunto estuvieron de acuerdo en que Japón debía ser forzado a rendirse a no más de un año después de la rendición de Alemania. Estaban inspirados para hacer esto tras ver los planes hechos por los británicos de que no fuera por la invasión de las islas hasta el otoño de 1947. Prolongar la guerra hasta tal extensión era considerado peligroso para la moral nacional.
La armada estadounidense urgió el uso del bloqueo naval y poder aéreo para provocar la capitulación de Japón. Propusieron operaciones para capturar bases aéreas en las cercanías de Shanghái, China, y Corea. Estas locaciones darían a la fuerza aérea del ejército estadounidense una serie de bases aéreas, desde las cuales operar contra Japón. Por otro lado, el ejército sostenía que semejante estrategia podría prolongar la guerra de forma indefinida y sacrificar vidas innecesariamente y por lo tanto, era necesaria una invasión directa. Apoyaron montar un ataque a gran escala directamente contra las islas japonesas, sin ninguna de las operaciones que había sugerido la armada. A la larga, el punto de vista del ejército triunfó.
Físicamente, Japón era un objetivo imponente, con pocas playas idóneas para una invasión. Solamente Kyushu (la isla más sureña de Japón) y las playas de la llanura de Kanto (ambas al suroeste y sudeste de Tokio) la hacían apropiada para zonas de invasión. Los aliados decidieron lanzar un invasión de dos etapas. La Operación Olympic atacaría el sur de Kyushu. Se establecerían bases aéreas, y aquellas cubrirían la Operación Coronet, el ataque a la bahía de Tokio. Para la primera los aliados tenían hasta 1 000 000 de tropas preparadas y para la segunda tenían 1 500 000; y cerca de 3 500 000 a 4 500 000 soldados preparándose para la ocupación. En contraste los nipones tenían cerca de 545.000 a 790 000 soldados para defender Kyushu, y de 560 000 a 1 000 000 de soldados para defender Tokio y 28 millones de civiles armados para defender Japón, aunque estos incluyeran niños y ancianos, sin entrenamiento y armados en muchos casos solo con lanzas de bambú.
Según los diversos cálculos aliados las bajas estadounidenses serían de 400 a 800 mil muertos, y las japonesas de 5 a 10 millones (por la esperada gran resistencia civil a la ocupación y el posible uso de armas nucleares). Las fuerzas japonesas sobrevivientes atrincheradas en sus islas llegaban a los 2 millones de soldados (cerca de otro millón seguía en combate pero aislado en Indonesia tras la pérdida de las Filipinas). Las fuerzas estadounidenses para el ataque a las islas japonesas era de varios millones de soldados, además de 2 millones de soviéticos que ocupaban Manchukuo y avanzaban a la península coreana.
Plan previsto para invadir Japón:
- 1945, noviembre. Tropas estadounidenses desembarcan en Kyushu, que se esperaba conquistar a mediados del año siguiente, serviría de base para el resto de la campaña. Los estadounidenses tenían hasta 1 000 000 de soldados para conquistar la isla, los japoneses tenían 560 000 soldados para defenderlas, se esperaban 250.000 aliados muertos.[7][8] Había también la posibilidad de distraer a los japoneses lanzando un falso ataque a Taiwán. Algunos la fechan para el 1 de noviembre.[9]
- 1946. Tropas aliadas atacan Tokio, para dividir las fuerzas enemigas en dos mitades, una al sur de Honshū y en Shikoku; la otra en el norte de Honshū y en Hokkaidō. Algunos la fechan para el 1 de marzo.[10]
- 1947-1948. Conquista del resto de las islas japonesas, eventual rendición de Japón.